# HD11522
HD11522 — хімічно пекулярна зоря спектрального класу A4, що має видиму зоряну величину в смузі V приблизно  5,8.
Вона  розташована на відстані близько 330,5 світлових років від Сонця.

## Фізичні характеристики
Зоря HD11522 обертається 
досить швидко 
навколо своєї осі. Проєкція її екваторіальної швидкості на промінь зору становить  Vsin(i)=133км/сек.